# کولارتسی
کولارتسی (به بلغاری: Kolartsi) یک منطقهٔ مسکونی در بلغارستان است که در شهرستان ترول واقع شده‌است.